# Водяно-Лорине
Во́дяно-Ло́рине — село в Україні, у Єланецькій селищній громаді Вознесенського району Миколаївської області, колишній центр сільської ради. Згідно з переписом населення 2001 року, населення села становило 507 осіб.

## Географія
У селі Балка Рогова впадає у річку Громоклію.

## Історія
Ще до зародження села Водяно-Лорино, на його сучасній території, розташувався козацький зимівник Громоклія. Запорозьке низове військо ділилося на дві категорії: січових козаків і посполитих, або зимівників. Посполиті козаки жили родинами у зимівниках, займалися селянською працею і водночас вважалися козаками, а коли йшлося про великі походи, то їх також скликали до зброї.
Нижня течія Південного Бугу, лівий його берег став місцем, де з XV ст. почали селитися і поступово здобули на нього права запорозькі козаки.
Прибужжям йшов один із головних запорозьких шляхів — Чорний. Він вів із Польщі у Крим та Очаків. Крім нього був Гардовий шлях. На території сучасної Миколаївщини знаходилась Бугогардівська паланка — одна з важливих форпостів на півдні Росії.
Для охорони території запорозькі козаки встановлювали прикордонні варти, застави, одна з яких знаходилася на річці Громоклії.
Під кінець історичного життя запорозьких козаків всіх паланок в козацькій території було десять. Існувала козацька слобода Гард. В ній були зимівники: в Соколах, Мигії, Вовковом, і в тому числі в Громоклії. Зимівник «Громоклія» знаходився на території села Водяно-Лорино.
На тому місці, де зараз знаходиться село, знаходилася поштова станція. Поштові станції були започатковані давно. Кожна станція мала певну кількість коней та екіпажів, у залежності від розряду. На території Миколаївщини було чотири станції, серед них станція Водяна, яка була третьою по черзі поштовою станцією Єлисаветградського тракту. Вона знаходилась у селі, що тепер називається Водяно-Лорино. Цю поштову станцію утримувала Катерина Овсіївна Лорер. Станція називалась «Громоклія» — за назвою річки. Через цю станцію йшли дороги на Миколаїв, Одесу, Соколи (Вознесенськ).
Пізніше на цьому місці утворилося вільне поселення людей, що прийшли з різних місць — сільце Водяне. Сільцем називали населені пункти, у яких не було церкви. Коли точно виникло село невідомо. Перші спогади про нього зустрічаються близько 1781 р.
Із архівних документів дізнаємося, що на сей час воно належало І. І. Лореру.
У згаданих дворах жили кріпаки, колишні козаки (бо тут знаходився козацький зимівник), головним чином це були бурлаки з Дніпра. Місце, яке вони обрали для поселення, була балка. 16 сімей-переселенців започаткували існування села. Всі вони стали кріпаками поміщика Лорера. Пізніше поміщик привіз ще більше 3 десятків сімей, побудував маєток, склади, господарський двір, млин, посадив величезний сад. На жаль, у роки революції будинок був зруйнований, а пізніше, у 1928 р., на місці панського будинку була побудована нова школа, для приміщення якої були використані стіни старого будинку пана.
Село спочатку носило назву Громоклія (за назвою річки). Пізніше воно стало називатись Водяно. Таку назву село отримало від наявності великої кількості джерел. Село Водяно-Лорино почало свою історію з середини XVIII ст. У цей час Росія, намагаючись вийти до Чорного моря, провела декілька воєн з Туреччиною, отримавши землі від Дніпра до Бугу у нижній течії.
Після перемоги над турками, царський уряд став активно заселяти Південні землі, роздаючи їх російським і українським поміщикам, чиновникам і офіцерам, що виявили героїзм у боях.
Землю, де потім утворилося село Водяно-Лорино, отримав іноземець, що відзначився на службі — І І. Лорер.
Після смерті брата маєток перейшов у власність Миколи Івановичу Лореру — учаснику грудневого повстання 1825 р.
М. І. Лорер, повернувшись через 16 років із заслання у село Водяно, ставши господарем помістя, користувався повагою за його революційний подвиг.
Тому село Водяно й стали називати Водяно-Лорино. Так воно ввійшло в адміністративно-територіальний звіт та в картографічну назву як Водяно-Лорино.

## Населення

### Мова
Розподіл населення за рідною мовою за даними перепису 2001 року:
| Мова            | Кількість | Відсоток |
| --------------- | --------- | -------- |
| українська      | 494       | 97.44%   |
| румунська       | 6         | 1.18%    |
| російська       | 4         | 0.79%    |
| білоруська      | 2         | 0.39%    |
| інші/не вказали | 1         | 0.20%    |
| Усього          | 507       | 100%     |

## Інфраструктура
Через село проходить автомобільна дорога національного значення Н14.
У Водяно-Лориному розташована загальноосвітня школа I—II ступенів, сільський будинок культури, поштове відділення та АЗС.

## Відомі люди
В селі народився Воїн Петро Федорович — повний кавалер ордена Слави.